# ماكس برود
ماكس برود (بالعبرية: מקס ברוד؛ 27 مايو، 1884 - 20 ديسمبر، 1968) كان تشيكيًا يهوديًا يتحدث الألمانية، كاتبًا، مؤلفًا، وصحفيًا إسرائيليًا لاحقًا. وبالرغم من كونه كاتبًا غزير الإنتاج بحد ذاته، فهو يُذكر كصديقٍ وكاتب السيرة الذاتية لفرانز كافكا. عيَّن كافكا برود ليكون مُنفذ وصيته، مُكلفًا برود بحرق عمله غير المنشور بعد وفاته. رفض برود ذلك ونُشرت أعمال كافكا لاحقًا.

## سيرة شخصية
وُلد ماكس برون في براغ، والتي كانت حينها جزءًا من مقاطعة بوهيميا في النمسا-المجر، وهي الآن عاصمة جمهورية التشيك. في عمر 4 سنوات، شُخص برود بمرض انحناء العمود الفقري الحاد وقضى فترة سنة يرتدي فيها الحزام التصحيحي؛ بالرغم من ذلك فقد بقي أحدب طوال حياته. كان يهوديًا يتحدث الألمانية، ارتاد مدرسة بياتريست مع صديق حياته فيليكس ويلش، وارتاد لاحقًا مدرسة ستيفانز الثانوية، ثم درس القانون في جامعة تشارلز فرديناند الألمانية (والتي كانت مُقسمة حينها إلى جامعة باللغتين التشيكية والألمانية؛ ارتاد هو القسم الألماني) تخرج عام 1907 ليعمل في الخدمة المدنية. منذ عام 1912، كان صهيونيًا صريحًا (الذي نَسَبه إلى تأثير مارتن بوبر) وعندما أصبحت تشيكوسلوفاكيا مستقلة عام 1918، عمل لفترة وجيزة في منصب نائب رئيس المجلس القومي اليهودي. منذ عام 1924، عمل كناقد في جريدة بريجر تاجبلات، بصفته كاتبًا معروفًا. في عام 1939، سيطر النازيون على براغ، فهرب برود وزوجته إيلسا إلى فلسطين. استقر في تل أبيب، حيث استمر بالكتابة وعمل بوظيفة كاتب مسرحي لمسرح هابيما لمدة 30 عامًا، والذي أصبح لاحقًا المسرح الوطني الإسرائيلي، وفي الفترة التي تلت وفاة زوجته عام 1942، نشر برود أعمالًا قليلة جدًا. أصبح مُقربًا جدًا لزوجين هما أوتو وإيستر هوفه، كان يذهب للإجازات معهما بانتظام ووظَّف إيستر بوظيفة سكرتيرة له لعدة سنوات؛ وغالبًا ما كان يُفترض أن لعلاقتهما بعدًا رومانسيًا. سلَّم لاحقًا إدارة أغراض كافكا التي كانت بحوزته إلى إيستر في وصيته. كان مدعومًا بشكل إضافي من قبل رفيقه المقرب فيليكس ويلتش. استمرت صداقتهما لفترة 75 سنة، منذ مدرسة بياريستس الابتدائية في براغ إلى حين وفاة ويلتش عام 1964. توفقي برود في 20 ديسمبر، 1968 في تل أبيب.

## سيرته المهنية الأدبية
على عكس كافكا، أصبح برود بسرعة غزير الإنتاج، وكاتبًا ناجحًا في منشوراته ونشر في النهاية 83 عنوانًا. نُشرت روايته الأولى وكتابه الرابع بصورة شاملة، بعنوان قلعة نورنبيج. عام 1908 عندما كان عمره 24 عامًا فقط، واحتُفل به في حلقات برلين الأدبية بصفته تحفة في التعبيرية. جعل هذا العمل وأعمالٌ أخرى من برود شخصية معروفة في أدب اللغة الألمانية. في عام 1913، نَشَر عمله بعنوان الفكرة والمفهوم والذي جعله أكثر شهرةً في برلين وأيضًا في لايبزيغ، حيث عَمِل ناشر الروايتين كورت وولف.
روَّج لكُتّابٍ وموسيقيين آخرين. كان من بين محبيه فرانز ويرفيل، الذي تشاجر معه لاحقًا بسبب ترك ويرفيل لليهودية واعتناقه للمسيحية. كان يكتب أيضًا في أوقات مختلفة ضده وضد كارل كراوس، وهو شخص مُتحول من اليهودية إلى الرومانية الكاثوليكية. سيكون تأييده النقدي مصيريًا لشعبية كتاب ياروسلاف هاسيك بعنوان الجندي الصالح زفاك، لعب دورًا مصيريًا في انتشار أوبّرات ليوش ياناتشيك.

## صداقته مع كافكا
التقى برود بكافكا لأول مرة في 23 أكتوبر، 1902، عندما كانا طالبين في جامعة تشارلز. ألقى برود محاضرةً في قاعة الطلاب الألمان عن أرتور شوبنهاور. كلّمه كافكا الذي كان أكبر منه بسنة بعد المحاضرة ورافقه إلى البيت. »كان يميل إلى المشاركة في جميع الاجتماعات، ولكننا لم نأخذ بعضنا البعض بنظر الاعتبار حتى ذلك الحين« كتب برود. كافكا الهادئ» كان من الصعب ملاحظة حتى بدلاته الأنيقة، والتي عادة ما كانت زرقاء داكنة، غير واضحة ومُنكمشة مثله. في ذلك الوقت، ومع ذلك، يبدو أن شيئًا ما جذبه لي، كان منفتحًا أكثر من العادة، ما ملأ فترة المشي التي لا نهاية لها إلى البيت بالاختلاف بقوة مع جميع صياغاتي الصارمة للغاية«.
منذ ذلك الحين، أصبح برود وكافكا يلتقيان بشكل متكرر، وبشكل يومي في أغلب الأحيان، وبقي صديقًا مقربًا لكافكا حتى وفاته. كان كافكا ضيفًا متكررًا على منزل والدي برود. التقى هناك بعشيقته وخطيبته المستقبلية فيليس باور، وهي ابنة عم شقيق زوجة برود ماكس فريدمان. بعد التخرج، عمل برود لبعض الوقت في مكتب البريد. أعطته ساعات العمل القصيرة نسبيًا وقتًا للبدء بمهنته كناقد فني وكاتبٍ مستقل. لأسباب مشابهة، قبل كافكا بوظيفة في وكالة تأمين للعمال ضد الحوادث. شكَّل برود، كافكا وصديق برود المقرب فيليكس ويلتش ما يسمى »دائرة براغ المقربة«.
خلال حياة كافكا، حاول برود طمأنته بشكل متكرر بخصوص مواهبه في الكتابة، والتي كان كافكا يشك فيها بشكل دائم. دفع برود كافكا لينشر عمله، ويعود الفضل إلى برود على الأرجح في بدء كافكا بكتابة مذكراته اليومية في دفتر. حاول برود، ولكنه فشل، إعداد مشاريع أدبية مشتركة. على الرغم من عدم قدرتهما على الكتابة معًا (بسبب تصادم فلسفاتهما الشخصية والأدبية)، استطاعا نشر فصل واحد من كتابهما المشروع عن السفر في مايو 1912، والذي كتب كافكا المقدمة له. نُشرت في دورية هيردربليتر. حثَّ برود صديقه على إكمال المشروع بعد عدة سنوات لاحقًا، ولكن هذا الجهد كان دون جدوى. حتى بعد زواج برود من إيلسا توسيغ عام 1913، بقيَ هو وكافكا أقرب الأصدقاء والمؤتمَنين على الأسرار الشخصية لبعضهما البعض، مساعدين بعضهما البعض في المشاكل وأزمات الحياة.

## نشر عمل كافكا
عند موت كافكا عام 1924، كان برود مُدير التركة. اشترط كافكا حرق جميع أعماله غير المنشورة، ولكن برود رفض. برَّر هذه الحركة عن طريق القول إنه عندما طلب كافكا شخصيًا منه حرق أعماله غير المنشورة، ردّ برود بأنه سيرفض هذا رفضًا قطعيًا، وأنه »كان على فرانز تعيين مُنفذ آخر للوصية إذا كان مصممًا بشكل نهائي وقطعي على أن تعليماته لا تزال سارية«. قبل أن يُعلن عن مجموعة من أشهر أعمال كافكا، كان برود قد أشاد به مُسبقًا باعتباره »أعظم شاعرٍ في وقتنا«، مُصنَفًا مع غوته وتولستوي. نُشرت أعمال كافكا بعد وفاته (نُشرت رواية "المحاكمة" عام 1925، وتبعتها رواية "القلعة" في عام 1926 و"أميركا" في عام 1927)، كان هذا التقييم الإيجابي المبكر مدعومًا باستحسان نقدي أكثر عمومية.
عندما هرب برود إلى براغ عام 1939، أخذ معه حقيبة تحتوي على أوراق كافكا، وكان الكثير منهم مسودات غير منشورة، مذكرات يومية، ورسومات. بالرغم من أن بعض هذه الأغراض عُدلت ونُشرت لاحقًا في 6 مجلدات من الأعمال المجموعة، بقي الكثير منهم غير منشور، ودُمجت في وصية برود لحماية الحقوق الأدبية. عند وفاته، انتقل هذا الكنز الدفين من الأغراض إلى إيستر هوفه، التي احتفظت بمعظمهم إلى حين وفاتها عام 2007 (بيعت إحدى المخطوطات الأصلية لرواية القلعة عام 1988 مقابل مبلغ مليوني دولار). بسبب بعض الغموض بشأن رغبات برود، كان التنظيم المناسب للمواد يُتنازع عليه قضائيًا. كانت مكتبة إسرائيل الوطنية هي الطرف الأول، والتي ناقشت بأن برود نقل وصيته الأدبية (وأوراق كافكا) إلى إيستر كمنفذةٍ لنيته الحقيقية في التبرع بالأوراق إلى المعهد. كان الطرف الثاني هو بنات إيستر، اللاتي ادَّعين أن برود نقل الأوراق إلى والدتهم باعتبارهم إرثًا خالصًا والذي يجب أن يكون لهنَّ. أعلنت الأخوات عن نيتهن لبيع الأغراض إلى متحف الأدب الحديث في مارباخ، ألمانيا، لكن المحكمة العليا في إسرائيل حكمت لصالح مكتبة إسرائيل الوطنية.

## روابط خارجية
- ماكس برود على موقع IMDb (الإنجليزية)
- ماكس برود على موقع الموسوعة البريطانية (الإنجليزية)
- ماكس برود على موقع مونزينجر (الألمانية)
- ماكس برود على موقع ميوزك برينز (الإنجليزية)
- ماكس برود على موقع إن إن دي بي (الإنجليزية)
- ماكس برود على موقع ديسكوغز (الإنجليزية)
- ماكس برود على موقع قاعدة بيانات الفيلم (الإنجليزية)